# Palanca (Luanda)
Palanca ist ein Stadtviertel von Kilamba Kiaxi, einer Stadtgemeinde der angolanischen Hauptstadt Luanda.
Der Begriff Palanca ist in Angola auch eine gebräuchliche Bezeichnung für Tiere der Gattung des Blaubocks (ausgestorben), der Pferdeantilope und der Rappenantilope, mit Ursprung in Afrika.
Berühmt sind die Palancas Negras („Schwarze Antilopen“, eine Kurzform der Palanca Negra Gigante), mit der zudem umgangssprachlich die Angolanische Fußballnationalmannschaft liebevoll bezeichnet wird. Außerdem ist es das offizielle Wappentier von Angola und auf dem Rumpf aller Flugzeuge der staatlichen Fluglinie, der TAAG Angola Airlines zu sehen.